# Raymond II van Tripoli
Raymond II van Tripoli (c.1115 - 1152) was graaf van Tripoli van 1137 tot zijn dood. Hij was een zoon van Pons van Tripoli en Cecile van Frankrijk. In 1137 trouwde hij met Hodierna van Rethel, een dochter van Boudewijn II van Jeruzalem en Morphia van Melitene; samen kregen ze een zoon, Raymond III van Tripoli en een dochter, Melisende van Tripoli.

## Levensloop
In hetzelfde jaar (1137) was Raymond II aanwezig bij de dood van zijn vader Pontius, toen Tripoli een aanval te verwerken kreeg van de atabeg uit Damascus. Onmiddellijk daarna vond Raymond dat de christen-Syriërs verantwoordelijk waren voor de dood van zijn vader. Hij liet er een hoop gevangennemen en martelen tot de dood erop volgde.
Later in het jaar startte Zengi, de atabeg van Mosoel en Aleppo, een beleg op bij Barin, gelegen in de kruisvaardersstaat. Raymond had daarom uit voorzorg al tevoren hulp gevraagd aan Fulk van Jeruzalem, maar Zenghi wist Raymond al te verslaan en hem gevangen te nemen. Ondertussen was vanuit het noorden de gevraagde versterking, onder aanvoering van Raymond van Antiochië, Jocelin II van Edessa en Johannes II Comnenus al wel onderweg. Getrouwen van de gevangen Raymond wisten niet af van deze komst, maar bereikten al voortijdig een overeenkomst door het kasteel van Barin over te laten aan Zenghi, in ruil voor de vrijheid van Raymond.
In 1142 liet Raymond de Hospitaalridders toe in zijn staat en schonk hun het kasteel Krak des Chevaliers. In ruil controleerden de ridders de grenzen van de staat, waarbij het vaak tot schermutselingen kwam met moslims uit Damascus en Mosoel.
In 1152 waren er wat spanningen in het huwelijk van Raymond en Hodierna; koningin Melisende van Jeruzalem, zus van Hodierna, was naar Tripoli gekomen om als tussenpersoon te fungeren. Ze vond uiteindelijk dat het beter was dat Hodierna een tijdje met haar meekwam naar Jeruzalem. Bij het afscheid besloot Raymond haar te paard een eind mee uitgeleide te doen. Na enkele kilometer keerde hij met zijn twee begeleidende ruiters terug, maar werd vlak bij de stadspoorten vermoord door Assassijnen.

## Voorouders

Wapen van Tripoli

| Voorouders van Raymond II van Tripoli (1115-1152) | Voorouders van Raymond II van Tripoli (1115-1152)                    | Voorouders van Raymond II van Tripoli (1115-1152)                    | Voorouders van Raymond II van Tripoli (1115-1152)                     | Voorouders van Raymond II van Tripoli (1115-1152)                     | Voorouders van Raymond II van Tripoli (1115-1152)                       | Voorouders van Raymond II van Tripoli (1115-1152)                       | Voorouders van Raymond II van Tripoli (1115-1152)                       | Voorouders van Raymond II van Tripoli (1115-1152)                       |
| ------------------------------------------------- | -------------------------------------------------------------------- | -------------------------------------------------------------------- | --------------------------------------------------------------------- | --------------------------------------------------------------------- | ----------------------------------------------------------------------- | ----------------------------------------------------------------------- | ----------------------------------------------------------------------- | ----------------------------------------------------------------------- |
| Overgrootouders                                   | Raymond IV van Toulouse (1041-1105) ∞ ? (-)                          | Raymond IV van Toulouse (1041-1105) ∞ ? (-)                          | Odo I van Bourgondië (1060-1102) ∞ Sibylla van Bourgondië (1065-1101) | Odo I van Bourgondië (1060-1102) ∞ Sibylla van Bourgondië (1065-1101) | Hendrik I van Frankrijk (1008-1060) ∞ 1051 Anna van Kiev (1036-1078)    | Hendrik I van Frankrijk (1008-1060) ∞ 1051 Anna van Kiev (1036-1078)    | Simon I van Montfort (1025-1087) ∞ 1050 Agnes van Évreux (-)            | Simon I van Montfort (1025-1087) ∞ 1050 Agnes van Évreux (-)            |
| Grootouders                                       | Bertrand of Toulouse (1065-1112) ∞ Helena van Bourgondië (1080-1141) | Bertrand of Toulouse (1065-1112) ∞ Helena van Bourgondië (1080-1141) | Bertrand of Toulouse (1065-1112) ∞ Helena van Bourgondië (1080-1141)  | Bertrand of Toulouse (1065-1112) ∞ Helena van Bourgondië (1080-1141)  | Filips I van Frankrijk (1052-1108) ∞ Bertrada van Montfort (1070-11117) | Filips I van Frankrijk (1052-1108) ∞ Bertrada van Montfort (1070-11117) | Filips I van Frankrijk (1052-1108) ∞ Bertrada van Montfort (1070-11117) | Filips I van Frankrijk (1052-1108) ∞ Bertrada van Montfort (1070-11117) |
| Ouders                                            | Pons van Tripoli (1098-1137) ∞ Cecilia Capet (1097-1145)             | Pons van Tripoli (1098-1137) ∞ Cecilia Capet (1097-1145)             | Pons van Tripoli (1098-1137) ∞ Cecilia Capet (1097-1145)              | Pons van Tripoli (1098-1137) ∞ Cecilia Capet (1097-1145)              | Pons van Tripoli (1098-1137) ∞ Cecilia Capet (1097-1145)                | Pons van Tripoli (1098-1137) ∞ Cecilia Capet (1097-1145)                | Pons van Tripoli (1098-1137) ∞ Cecilia Capet (1097-1145)                | Pons van Tripoli (1098-1137) ∞ Cecilia Capet (1097-1145)                |